# Code de la voirie routière
En droit français, le code de la voirie routière est le code qui regroupe les dispositions législatives et réglementaires relatives aux voies routières publiques ou privées. Il a été créé par la loi no 89-413 du 22 juin 1989.